# CHLX-FM
CHLX-FM, s'identifiant sous le nom de Rythme 97.1, est une station de radio commerciale privée québécoise appartenant à RNC Media et diffusant à Gatineau à la fréquence 97,1 MHz sur la bande FM d'une puissance de 11 200 watts. Elle diffuse de la musique contemporaine combinant pop, edm-dance et québécois.
Ses studios sont situés sur l'avenue Jean-Proulx à Gatineau et son émetteur est situé à Camp Fortune.

## Histoire
Le 4 octobre 2001, le CRTC approuvait la demande d'une filiale de Radio-Nord pour une station de radio de musique classique, mais refusait la fréquence 97,9 MHz, attribuée à une station multilingue. En août 2002, le CRTC approuve la fréquence 97,1 MHz. La station entre en ondes le 23 septembre 2002.
Un an plus tard en septembre 2003, CHLX devient Couleur FM,.
En 2008, après une modification de sa licence acceptée par le CRTC, elle devient Planète 97,1 ; une station pour adultes de format contemporain, dont 20 % de son temps d'antenne est consacré au jazz.
Le 11 juillet 2014, il a été annoncé que CHLX passerait à Hot AC en tant que 97,1 Rythme FM le 25 août, dans le cadre d'une entente de licence avec Cogeco Média. CHLX est devenue la première station non-Cogeco à diffuser le format Rythme FM (autre que CJEC-FM Québec, qui a été brièvement affiliée à Rythme FM après avoir été vendue par Cogeco à un autre diffuseur). En octobre 2014, il diffusait toujours deux heures par jour de musique jazz, mais depuis juin 2017, le CRTC a modifié la licence supprimant l'obligation de diffuser de tels genres.
En janvier 2017, la station a abandonné Rythme FM et a été renommée Wow 97.1.
Le 17 janvier 2025, la station effectue son retour sur le réseau Rythme FM.